# Кунигунда (жена Вигериха)
Кунигунда (нем. Kunigunde; ок. 888/895 — после 923) — дочь Ирментруды, дочери Людовика II Заики, короля Западно-Франкского королевства. Имя отца Кунигунды в документах не упоминается. По мнению историка Эдуарда Главички, им мог быть герцог Лотарингии Ренье I Длинношеий.

## Биография
О биографии самой Кунигунды известно очень немного. Она родилась в конце IX века. Главичка относит её рождение к периоду 888/895 года. Документально установлено, что она была замужем дважды. Однако потомки Кунигунды благодаря её происхождению оказались в родстве с династией Каролингов, что обусловило интерес к ней исследователей.
Происхождение Кунигунды установлено на основании созданной в XI веке генеалогия Кунигунды Люксембургской, жены императора Священной Римской империи Генриха II Святого, связывавшая её с династией Каролингов. Согласно этой генеалогии, отец Кунигунды Люксембургской, граф Зигфрид, был сыном Кунигунды, которая, в свою очередь, была дочерью Ирментруды и внучкой Людовика II Заики, короля Западно-Франкского королевства. Поздние исследователи отождествили её с женой пфальцграфа Лотарингии Вигериха, родоначальника династии Вигерихидов, которую тоже звали Кунигунда.
В пользу родства Вигерихидов с Каролингами служит акт короля Западно-Франкского королевства Карла III Простоватого, который называет будущего епископа Меца Адальберона I nepotem, что переводят или как «племянник», или как «внук». Адальберон приходился сыном Вигериху и Кунигунде. Однако у Карла III не было сестры или дочери по имени Кунигунда. Для того, чтобы снять это противоречие, Леон Вандеркиндер перевёл nepotem как «кузен».
Родство Зигфрида, сына Кунигунды, с Вигерихидами установлено на основании письма, датированного 985 годом, которое написал Герберт из Орильяка. В нём он называет Зигфрида patruus (дядей по отцу) Готфрида Пленника, графа Вердена. Готфрид был внуком Вигериха, на основании чего Зигфрида считают сыном Вигериха. В пользу гипотезы о его принадлежности к Вигерихидам говорит и ономастические данные: среди детей Зигфрида встречаются имена Кунигунда, Лиутгарда, Адпльберон, Фридрих, Гизельберт, которые характерны для Вигерихидов.
Однако существуют хронологические проблемы, по которым нельзя полностью принять версию о том, что Зигфрид был сыном Вигериха. Вигерих умер не позже 919 года. Адальберон стал епископом Меца в 929 году и родился не позже 909 года. Тогда Кунигунда, жена Вигериха, должна была родится во второй половине 880-х годов, но её мать Ирментруда не могла родится раньше, чем в 876 году и, в таком случае, не могла быть матерью Кунегунды. Кроме того, сам же Зигфрид, если бы он был сыном Вигериха, должен был родится не позже 919 года. При этом он не упомянут в акте, датированном 943 годом, который написала вдова Гозлина, графа Бидгау, сына Вигериха, в который подписали трое других братьев Гозлина. Впервые в исторических источниках он появляется только в 959 году. Дети Зигфрида родились в 950-е — 980-х годы. Исходя из этих данных более вероятно, что он родился в 930-х или 940—х годах и, следовательно, не мог быть сыном Вигериха. Для того, чтобы объяснить расхождения в хронологии, была предложена версия, по которой Зигфрид был не сыном, а внуком Вигериха. В этом случае его мать, Кунигунда, не тождественна Кунигунде, жене Вигериха.
При этом существуют аргументы, которые ставят под сомнение родство Зигфрида с Вигерихидами. Между Вигерихидами и потомками Зигфрида существовал постоянный антагонизм, что не очень характерно для феодальных семей в раннем средневековье, в которых родственники, как правило, поддерживали друг друга. Кроме того, между Вигерихидами и потомками Зигфрида не раз заключались браки, а католическая церковь запрещала браки между близкими родственниками. Например, Фридрих, сын Зигфрида, женился на внучке Герберги, сестре графа Готфрида. Леон Вандеркиндер считает её дочерью Гозлина, графа Бидгау, сестрой Готфрида Пленника, графа Вердена. Однако не все исследователи согласны с подобным отождествлением. По другой версии братом Герберги мог быть Готфрид Мецкий, вице-герцог Нижней Лотарингии.
Для того, чтобы разрешить подобные противоречия, исследователи выдвигают и другие версии происхождения Зигфрида. По одной версии Зигфрид мог быть сыном Риквина, графа Вердена, второго мужа Кунигунды. Однако Риквин умер в 923/924 году, соответственно эта версия также имеет проблемы с хронологией. Для того, чтобы решить хронологические проблемы, некоторые историки считают Зигфрида сыном Кунигунды от гипотетического третьего брака, заключённого после смерти Риквина, но документальных свидетельства такого брака не существует.

## Брак и дети
1-й муж: с 907/910 Вигерих (ок. 870 — ок. 916/919), граф в Трире в 899/902, граф в Бидгау в 902/909, граф в Арденненгау, пфальцграф Лотарингии с 915/916. Дети:
- Фридрих (Фредерик) I (ум. 978), граф Бара, герцог Верхней Лотарингии с 977 (до 977 — вице-герцог), родоначальник Барруанской ветви
- Адальберон I (ум. 962), епископ Меца 925—954
- Гизельберт (I) (ум. до 965), граф в Арденненгау
- Сигеберт (ум. после 942)
- Гозлин (Гоцело) (ум. 942/943), граф в Бидгау и в Арденненгау
- Зигфрид (922—998), граф Люксембурга с 963[7]
- Лиутгарда (ум. после 960); 1-й муж: Адальберт (ум. 944), граф Меца; 2-й муж: Эбергард IV (ум. 972/973), граф Нордгау

2-й муж: с ок. 916/919 Риквин (ум. 923), граф Вердена. Брак считается бездетным, хотя ряд исследователей выдвигают версию, что именно от этого брака родился Зигфрид Люксембургский.
Также Рене Клейн выдвинул гипотезу, по которой после смерти Риквина Кунигунда вышла замуж третий раз — за герцога Лотарингии Гизельберта. Эту гипотезу оспаривают в первую очередь историки, которые вслед за Главичкой считают Кунигунду дочерью Ренье I и, соответственно, сестрой Гизельберта.